# Еберхард II фон Катценелнбоген
Еберхард II фон Катценелнбоген (на немски: Eberhard II (III) von Katzenelnbogen; * ок. 1312; † 13 декември 1328 или 1329) е от 1312 г. до смъртта си граф на горното графство Катценелнбоген.

## Произход
Той е големият син на граф Герхард фон Катценелнбоген (1293; † 10 август 1312) и съпругата му графиня Маргарета фон Марк (* ок 1278; † сл. 14 август 1327), дъщеря на граф Еберхард I фон Марк. Брат е на Йохан II († 1357).

## Фамилия
Еберхард II се жени между 25 март и 26 август 1318 г. и 27 октомври 1323 г. за Аделхайд фон Ханау-Мюнценберг († сл. 29 юли 1378), дъщеря на Улрих II фон Ханау († 1346) и Агнес фон Хоенлое († 1342). Те нямат деца.
Аделхайд се омъжва втори път на 29 юли 1332 г. за Хайнрих II фон Изенбург-Бюдинген († 1378/1379).